# TV Humana

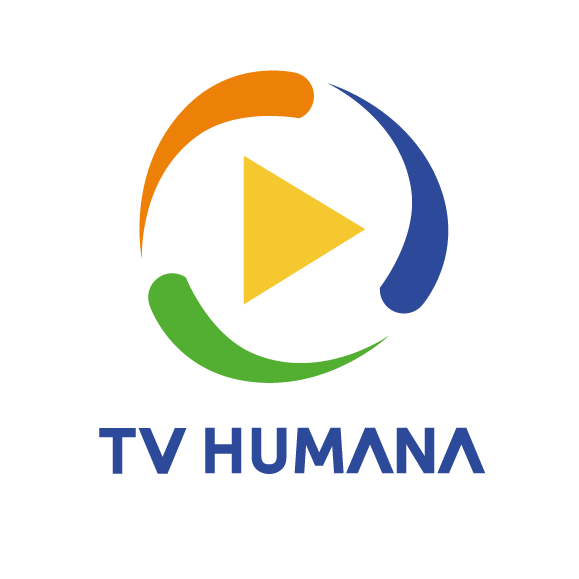
O lado bom da humanidade

 A TV Humana é uma WebTV brasileira criada com foco na produção e transmissão de conteúdos voltados para cultura, cidadania, educação, espiritualidade, inovação e transformação social. O projeto surgiu como uma iniciativa independente com o objetivo de difundir programas que estimulem a reflexão, o desenvolvimento humano e a consciência coletiva.
A WebTV mantém uma grade de atrações originais e temáticas, transmitidas gratuitamente pela internet, que abordam diferentes áreas do conhecimento e da experiência social contemporânea. Os conteúdos incluem debates sobre saúde, empreendedorismo, educação, tecnologia, cultura e espiritualidade, com participação de especialistas, profissionais de diferentes setores e convidados de destaque.

## História e missão
A TV Humana surgiu como uma iniciativa independente e sem fins lucrativos, idealizada com o propósito de difundir conteúdos que estimulem a reflexão, o desenvolvimento humano e a consciência coletiva. O projeto é mantido por voluntários que se uniram em torno da proposta de oferecer uma programação baseada em valores como solidariedade, ética, sustentabilidade, inclusão e respeito às diferenças.
Por seu caráter colaborativo, a emissora depende do engajamento de apoiadores e do auxílio voluntário para ampliar sua divulgação e manter suas atividades. Sua missão é contribuir para a construção de uma consciência coletiva mais humanizada, valorizando a diversidade e fortalecendo princípios de cidadania na sociedade contemporânea.

## Programação
A WebTV apresenta programas de entrevistas, debates e séries temáticas. Entre os formatos já exibidos, destacam-se produções sobre empreendedorismo e inovação, saúde e bem-estar, espiritualidade e cultura. Alguns exemplos incluem programas sobre direito previdenciário, tecnologia e inteligência artificial, nutrição, artes visuais e literatura.

## Temas abordados
A linha editorial concentra-se em eixos como autoconhecimento, cidadania, espiritualidade, inovação tecnológica, sustentabilidade e inclusão social. A emissora também busca abrir espaço para iniciativas independentes e produções colaborativas.

## Acesso
A programação está disponível gratuitamente por meio do site oficial da emissora (www.tvhumana.com.br), que oferece transmissões ao vivo e conteúdos sob demanda.